# جونگ ده هیون
جونگ ده هیون (کره‌ای: 정대현; متولد 28 ژوئن 1993) که به نام ده هیون نیز شناخته می شود، یک خواننده و بازیگر اهل کره جنوبی است. او به عنوان یک آیدل در گروه شش نفره بی. ای. پی تحت TS Entertainment شروع به کار کرد، جایی که او به عنوان خواننده اصلی از سال 2012 تا انحلال آن در سال 2019 خدمت کرد. پس از جدایی او از TS Entertainment، اولین مینی آلبوم خود Chapter2 "27" را در آوریل 2019 منتشر کرد. جونگ از زمانی که در سال 2017 برای ناپلئون انتخاب شد، وارد تئاتر موزیکال شد.